# Palaeoloxodon
Palaeoloxodon ist eine ausgestorbene Elefantengattung, die im Pliozän und im Pleistozän in Afrika und über weite Teile Eurasiens verbreitet war. Ihr bekanntestes Mitglied ist der Europäische Waldelefant. Dieser trat vor allem in den Warmzeiten im westlichen Eurasien auf, in den Kaltzeiten wurde er von Vertretern der Gattung Mammuthus abgelöst. Die Gattung umfasst zahlreiche Arten, von denen einige zu den größten bekannten Rüsseltieren gehören. Darüber hinaus kamen auf zahlreichen Inseln des Mittelmeers verzwergte Formen vor, die wiederum die kleinsten bisher überlieferten Elefanten repräsentieren. Der Ursprung der Gattung liegt im Pliozän  Afrikas, erst im Unteren Pleistozän erreichte sie auch Eurasien. Die festländischen Populationen starben weitgehend im Oberen Pleistozän aus, einzelne Gruppen auf den Mittelmeerinseln überlebten noch bis in das Holozän. Palaeoloxodon wurde im Jahr 1924 wissenschaftlich eingeführt, galt aber ursprünglich als Untergattung von Loxodonta, welche die Afrikanischen Elefanten vereint. Im letzten Viertel des 20. Jahrhunderts erfolgte eine Synonymisierung mit der Gattung Elephas, in der der Asiatische Elefant steht. Hierin wurde Palaeoloxodon mitunter auch als Untergattung geführt. Genetischen Untersuchungen aus dem Jahr 2017 zufolge ist Palaeoloxodon aber tatsächlich näher mit der Gattung Loxodonta verwandt.

## Merkmale

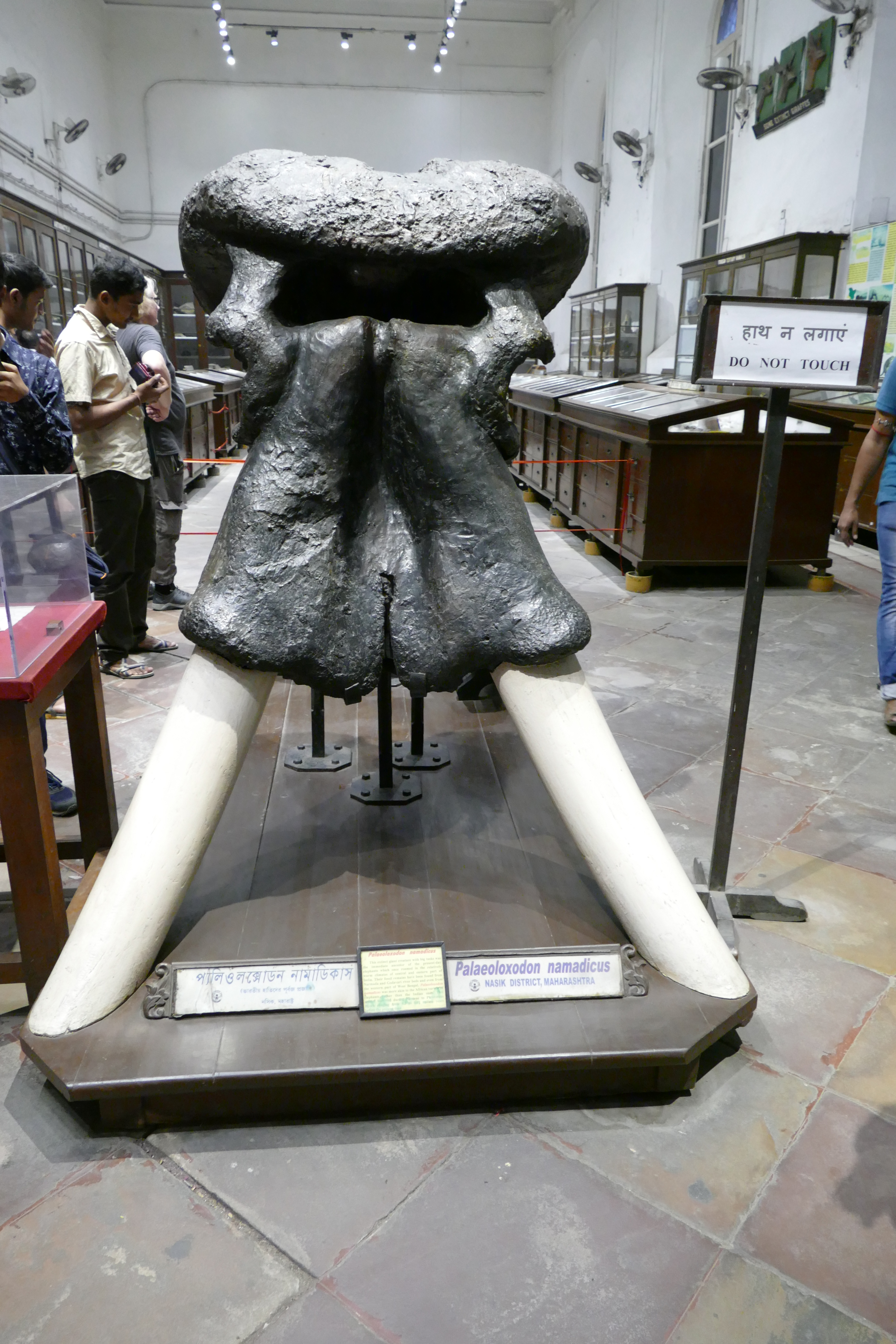
Schädel von Palaeoloxodon namadicus

Die Vertreter der Gattung Palaeoloxodon repräsentieren teils große bis sehr große Elefanten, die mitunter die Ausmaße des heutigen Afrikanischen Elefanten (Loxodonta africana) übertrafen. Für Palaeoloxodon antiquus, dem Europäischen Waldelefanten, und Palaeoloxodon recki, einer afrikanischen Form, liegen Größenangaben von bis zu 420 cm Schulterhöhe vor, für Palaeoloxodon namadicus aus Asien werden bis zu 450 cm vermutet. Das Gewicht der Tiere dürfte in jedem Fall zwischen 11 und 15 t betragen haben. Dem gegenüber bildeten sich auf mehreren Inseln des Mittelmeers Zwergformen heraus, die mitunter weniger als 10 % der Körpermasse der großen Festlandstiere aufwiesen. Den kleinsten bekannten Angehörigen stellt Palaeoloxodon falconeri dar, der Sizilianische Zwergelefant, der auf Sizilien sowie Malta vorkam und der bei einer Schulterhöhe von rund einem Meter gut 170 kg wog. Andere Zwergformen sind mit Palaeoloxodon cypriotes von Zypern, Palaeoloxodon lomolinoi von Naxos oder Palaeoloxodon tiliensis von Tilos überliefert. Deren Masse variierte zwischen 250 kg und 650 kg. Neben diesen extrem verzwergten Arten gab es noch einzelne intermediäre Formen, zu denen etwa Palaeoloxodon creutzburgi von Kreta und Palaeoloxodon mnaidriensis von Malta gehören.
Der Schädel von Palaeoloxodon war äußerst massiv und hoch gestaltet sowie auffallend breit. Er konnte eine Höhe von den Alveolen der oberen Stoßzähne bis hin zum Schädeldach von bis zu 140 cm erreichen. Am Schädeldach betrug die Länge bei großen Formen zwischen 47 und 70 cm, die Breite zwischen 76 und 114 cm. Ein auffallendes Merkmal bestand in dem wuchtigen parietal-occipitalen Knochenwulst, der quer über das Schädeldach lief und zwischen zwei seitlichen Aufwölbungen eine tiefe Eindellung besaß. Das Merkmal, insbesondere die höckerartigen Aufwölbungen, teilt Palaeoloxodon mit dem Asiatischen Elefanten (Elephas maximus), es war aber bei ersterem wesentlich massiver ausgebildet als bei letzterem. Der Knochenwulst entstand durch die deutliche Aufhöhung des Schädels und die Vorverlagerung des Hinterhauptsbeins. Dadurch war der Bereich des Sirn- und Scheitelbeins ebenfalls nach vorn verschoben und stand nahezu senkrecht. In Verbindung mit einzelnen anderen Merkmalen, wie etwa dem auffallend parallelen Verlauf der Temporallinien zur Kauebene der Zähne wirkte der obere Teil des Schädels von Palaeoloxodon insgesamt kastenartig. Der parietal-occipitale Knochenwulst zeigte aber sowohl eine gewisse phylo- wie auch ontogenetische Variation. Stammesgeschichtlich ältere Vertreter wie etwa Palaeoloxodon recki wiesen einen eher intermediären Knochenwulst auf, bei jüngeren wie Palaeoloxodon namadicus und Palaeoloxodon antiquus zeigte er sich wesentlich ausgeprägter. Aber auch hier variierte er mit dem individuellen Alter eines Tieres und erreichte seine größte Massivität im weit ausgewachsenen Stadium. Dann konnte der Wulst teilweise auch über den Vorderschädel überhängen und erweiterte so die Ansatzstellen für die dicke Nackenmuskulatur beträchtlich. Ein weiteres Charakteristikum findet sich in der seitlichen Schrägstellung der Alveolen der oberen Stoßzähne. Dies war besonders deutlich bei den entwickelten eurasischen Formen ausgeprägt, findet sich aber auch bei frühen afrikanischen Vertretern. Untergeordnet können hier noch der kurze Jochbogen und die relativ hohe Lage der Orbita genannt werden.

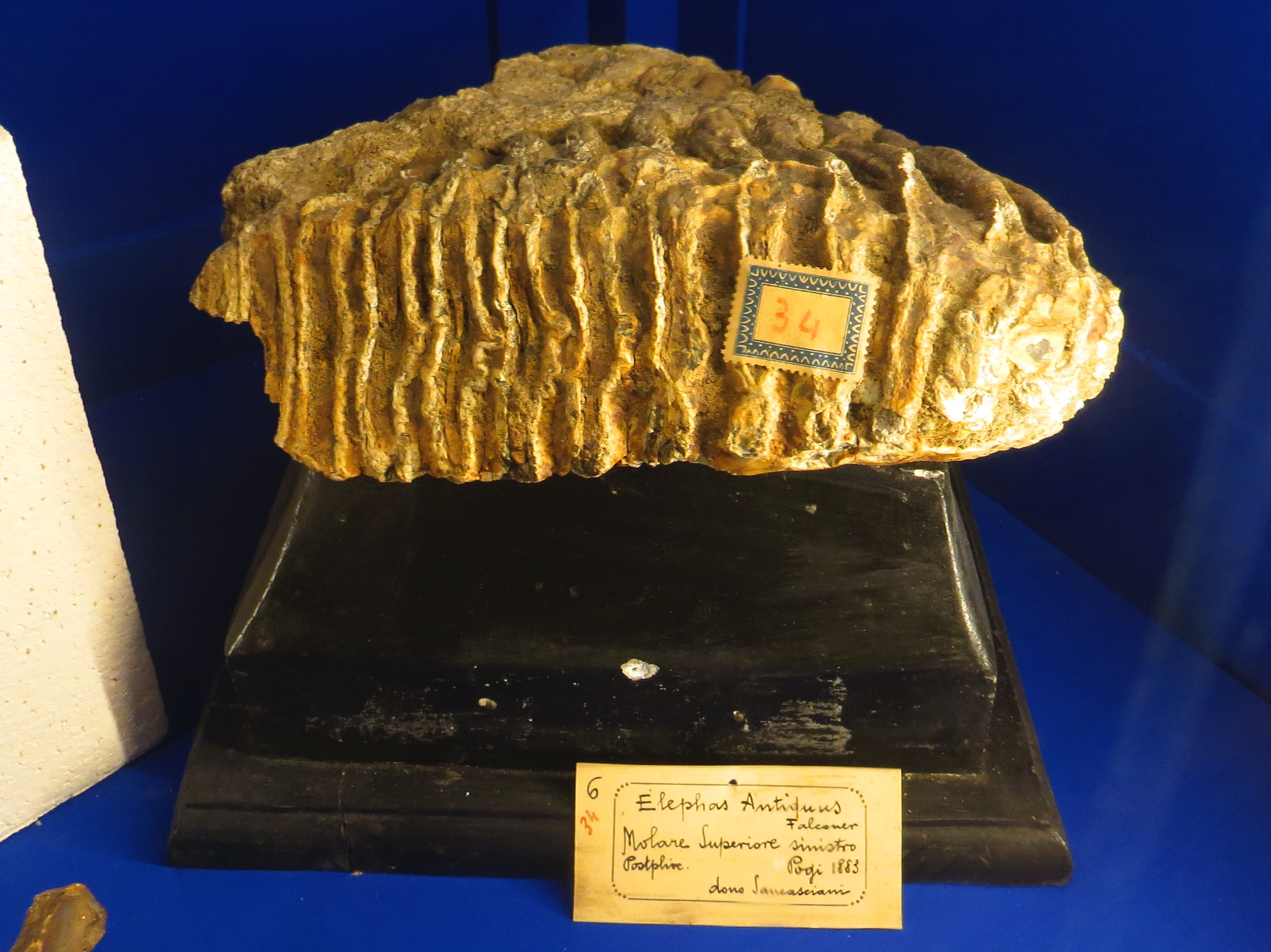
Molar von Palaeoloxodon antiquus

Das Gebiss von Palaeoloxodon glich dem der anderen Elefanten. Es bestand aus den beiden oberen Stoßzähnen sowie jeweils sechs Backenzähnen pro Kieferbogen, die drei Milchprämolaren und drei Molaren einschlossen. Für einige der großen Vertreter wie Palaeoloxodon antiquus und Palaeoloxodon namadicus werden Stoßzahnlängen von 366 bis über 390 cm angegeben bei einem Durchmesser von bis zu 27 cm, was zu errechneten Gewichten von 120 bis teilweise über 190 kg führt. Wie bei allen anderen Elefanten wechselten die Backenzähne horizontal, so dass insgesamt sechs Zahngenerationen bestanden. Die Backenzähne wiesen einen lamellodonten Zahnbau auf, das heißt, der Zahn setzte sich aus einzelnen Zahnschmelzlamellen zusammen, die in einer Matrix aus Zahnzement eingebunden waren. Die Ränder der Schmelzlamellen liefen weitgehend parallel zueinander. Mitunter traten aber etwa in der Mitte jeder Lamelle rautenförmige Faltungen des Zahnschmelzes auf, die ein wenig an das Muster der Afrikanischen Elefanten erinnern. Die ersten beiden Molaren setzten sich aus sieben bis elf Lamellen zusammen, der letzte aus elf bis 19. Die Anzahl der Lamellen nahm in der stammesgeschichtlichen Entwicklung zu. Die Dicke des Zahnschmelzes einer jeden Falte nahm dem gegenüber von 3 bis 4 mm bei frühen Formen auf bis zu 1 mm bei späten Formen ab. Das führte auch dazu, dass die Lamellenfrequenz (Anzahl der Schmelzlamellen auf 10 cm Zahnlänge) von 3,8 bis 4,8 bei ursprünglicheren Vertretern hin zu 4,4 bis 7,7 bei moderneren Angehörigen zunahm. Generell waren die Backenzähne hochkronig (hypsodont). Die Höhe der Zähne übertraf ihre Breite teilweise um 150 %. Der längste Zahn, der letzte Molar, wurde bei großen Individuen bis zu 34 cm lang.

## Verbreitung
Die Vertreter von Palaeoloxodon waren über weite Teile Afrikas und Eurasiens verbreitet. Der Ursprung liegt in Afrika, wo die Gattung erstmals im Übergang vom Miozän zum Pliozän vor rund 5 Millionen Jahren auftauchte. Spätestens seit dem Unteren Pleistozän war sie auch in Eurasien anwesend, wobei die Auswanderung wohl über die Levante erfolgte. Nachweise von Palaeoloxodon liegen sowohl aus Europa als auch aus West-, Zentral-, Süd- und Ostasien vor. Von Ostasien kommend erreichte der Elefantenvertreter dann auch Japan. Im Gegensatz zu den etwa zeitgleich in Eurasien heimischen Vertretern der Gattung Mammuthus betrat Palaeoloxodon nie den amerikanischen Kontinent. Palaeoloxodon nutzte weitgehend waldreiche, warm-gemäßigte Landschaften. Dadurch beschränkte sich sein Auftreten im westlichen Eurasien unter dem Einfluss der wechselnden Klimaverhältnisse des Eiszeitalters weitgehend auf die Warmzeiten. In den entsprechend dazwischenliegenden Kaltphasen wurde Palaeoloxodon von Mammuthus abgelöst. Letzteres war in Eurasien mit Mammuthus meridionalis bereits wenigstens seit dem ausgehenden Pliozän anwesend und besiedelte anfänglich ähnliche Landschaftsräume wie dann auch das neu eingewanderte Palaeoloxodon. Die deutliche ökologische Differenzierung zwischen Palaeoloxodon und Mammuthus könnte daher ein Resultat einer anfänglich bestehenden Konkurrenz zwischen den beiden Rüsseltiervertretern sein, in deren Folge sich dann die deutliche Nischentrennung ausbildete. Eine ähnliche ökologische Abfolge lässt sich auch für das Obere Pleistozän mit der letzten Vereisungsphase in Japan belegen, wo Palaeoloxodon hauptsächlich in den wärmeren Interstadialen nachweisbar ist, Mammuthus primigenius hingegen in den kälteren Stadialen.

## Paläobiologie

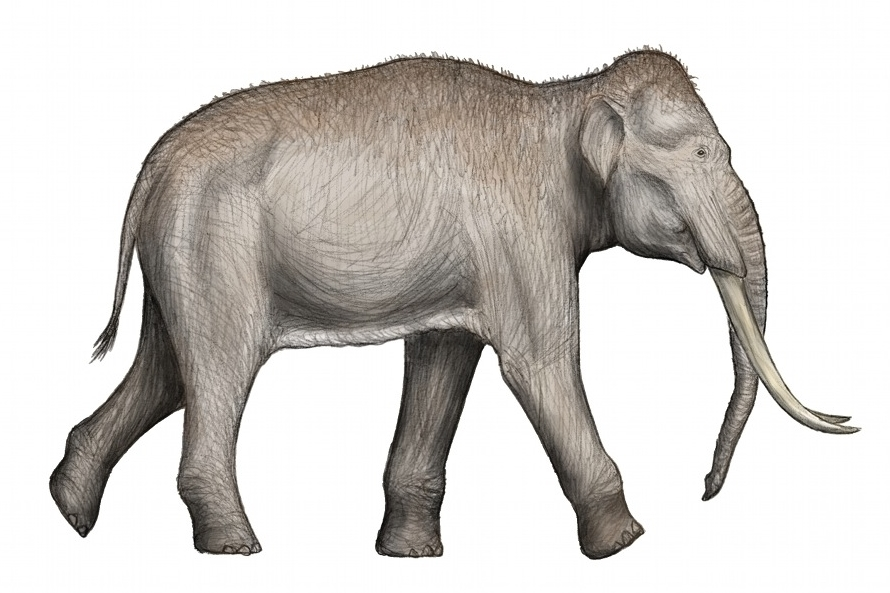
Lebendrekonstruktion von Palaeoloxodon antiquus

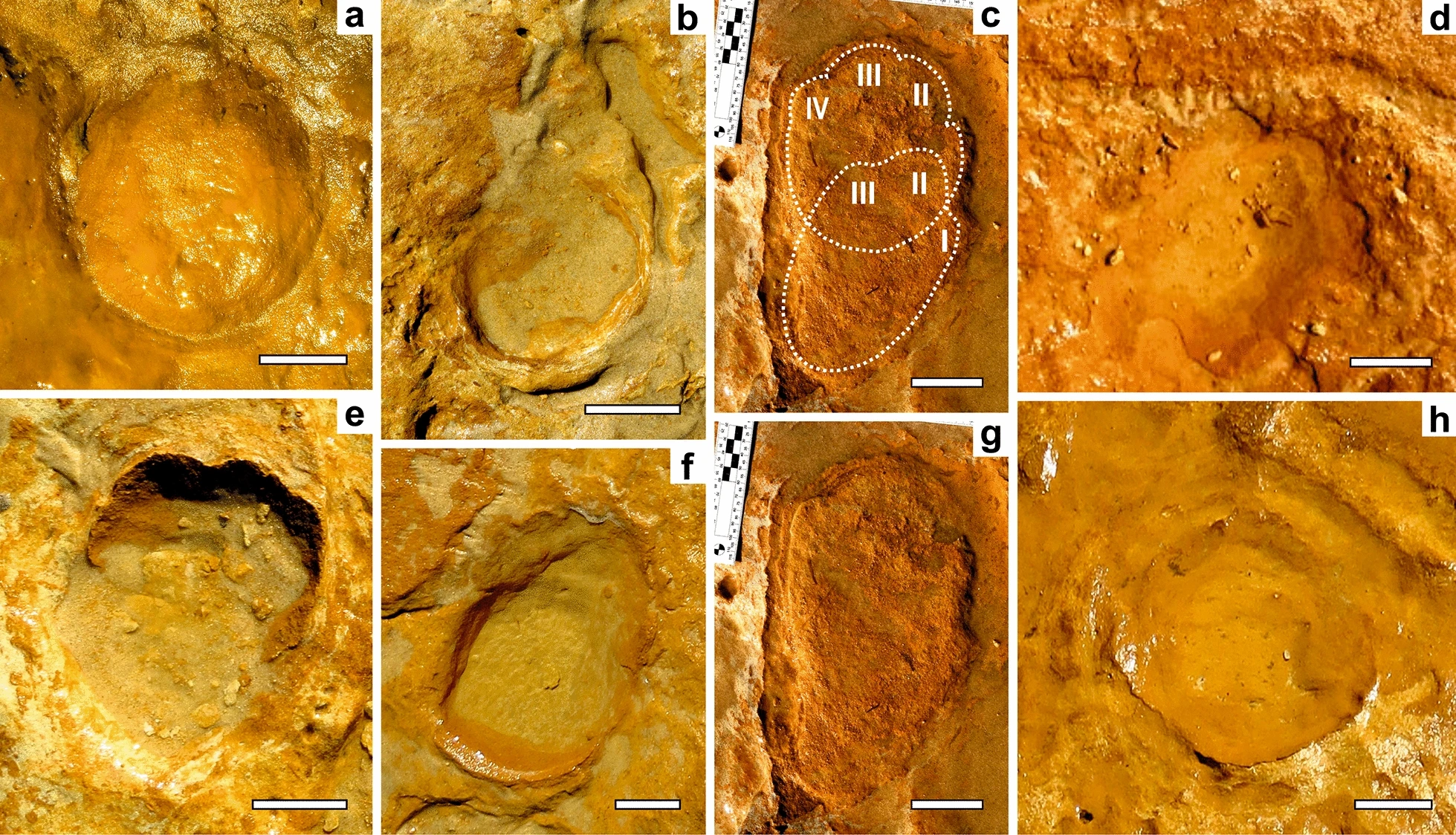
Trittsiegel von Palaeoloxodon antiquus von Matalascañas in Spanien, überwiegend Jungtiere

Der Bau der Mahlzähne mit ihren moderat hohen Zahnkronen zeichnet Palaeoloxodon als überwiegenden Konsumenten von gemischter Pflanzenkost aus. Für Palaeoloxodon antiquus aus dem westlichen Eurasien ist dies auch durch Mageninhalte und Pflanzenreste an den Zähnen belegt. Dadurch ließen sich unter anderem verschiedenste Gehölzpflanzen wie Ahorn, Hainbuche, Haselnuss, Erle, Esche, Buche und Efeu sowie Kräuter wie Artemisia und Gräser wie Seggen als Nahrungspflanzen feststellen. Ein ähnliches Bild ergaben Untersuchungen zu den Zahnabnutzungsspuren von Palaeoloxodon antiquus. Individuell zeigten sich dabei auch einzelne Unterschiede, da bei manchen Tieren anhand der Zahnabrasionen eine gewisse Dominanz von Laub beziehungsweise von Gräsern vorherrschte. Denkbar ist, dass es wie bei den heutigen Elefanten lokal und jahreszeitlich abweichende Nahrungszusammensetzungen gab. Zu prinzipiell vergleichbaren Ergebnissen führten Isotopenanalysen an Zähnen von Palaeoloxodon recki. Im Unterschied zu den meisten anderen Vertretern von Palaeoloxodon wies Palaeoloxodon jolensis, ebenfalls aus Afrika, extrem hohe Backenzähne auf. Hier erbrachten Isotopenanalysen eine Dominanz von Gräsern im Nahrungsspektrum. Analog zu den heutigen Elefanten bestand auch ein großer Bedarf an Wasser. Eine stärkere Flexibilität in der Nahrungsaufnahme ließ sich wiederum bei vergleichbaren Untersuchungen an Zähnen von Palaeoloxodon naumanni der japanischen Inselwelt nachweisen, wobei hier gewisse lokale Unterschiede zwischen Individuen von Honshu und von Hokkaido bemerkbar sind.
Vergleichbar den heutigen Elefanten dürfte auch Palaeoloxodon in Familienverbänden bestehend aus Mutter- und Jungtieren gelebt haben, während die Bullen wohl eher einzelgängerisch auftraten. Darauf deuten unter anderem Spurenfossilien aus Matalascañas im südwestlichen Spanien hin. Die Funde datieren in die letzte Warmzeit und werden Palaeoloxodon antiquus zugewiesen. Anhand der Größe der Trittsiegel lassen sich Jungtiere und ausgewachsene Exemplaren unterscheiden. Erstere dominieren mit fast zwei Dutzend Individuen unterschiedlichen Alters. Die größeren Spuren, die sich auf weniger als ein Dutzend Individuen verteilen, repräsentieren wahrscheinlich vor allem weibliche Tiere sowie junge männliche, ihre rekonstruierte Körpergröße variiert von 222 bis 277 cm. Große Bullen mit vermuteten Schulterhöhen über 300 cm sind dagegen sehr rar. Die einstige Landschaft mit zahlreichen Dünen wird als bevorzugtes Gebiet für die Paarung interpretiert.

## Systematik
Palaeoloxodon ist eine Gattung aus der Familie der Elefanten (Elephantidae). Sie bildet somit einen Teil der moderneren Entwicklungslinie aus der jüngsten Radiationsphase der Ordnung der Rüsseltiere (Proboscidea). Die Gattung weist eine gewisse Formenvielfalt auf. Es sind sowohl riesenhafte Vertreter wie auch verzwergte Arten belegt, die über weite Bereiche Eurasiens und Afrikas verbreitet waren. Wie alle Elefanten kennzeichnen auch die Vertreter von Palaeoloxodon aus einzelnen Zahnlamellen bestehende Backenzähne (lamellodonter Zahnaufbau), die horizontal gewechselt werden, der Verlust der Unterkieferstoßzähne und ein aus luftgefüllten Kammern bestehender Oberschädel. Aus heutiger systematischer Sicht ist Palaeoloxodon näher mit den Afrikanischen Elefanten (Loxodonta) als mit dem Asiatischen Elefanten (Elephas) verwandt, was vor allem molekulargenetisch belegt wurde. Die Gattung Loxodonta, die gegenwärtig mit dem Afrikanischen Elefanten (Loxodonta africana) und dem Waldelefanten (Loxodonta cyclotis) zwei Arten umfasst, wird häufig in eine Tribus namens Loxodontini verwiesen.
Folgende Arten sind heute allgemein anerkannt:
- Palaeoloxodon antiquus (Falconer & Cautley, 1847) (Europäischer Waldelefant); westliches Eurasien
- Palaeoloxodon cephallonicus (Theodorou, Bassiakos, Tsakalos, Yiannouli & Maniatis, 2018); Mittelmeer (Kephallenia)
- Palaeoloxodon creutzburgi (Kuss, 1965); Mittelmeer (Kreta)
- Palaeoloxodon chaniensis (Symeonides, Theodorou & Giannopoulos, 2000); Mittelmeer (Kreta)
- Palaeoloxodon cypriotes (Bate, 1903); Mittelmeer (Zypern)
- Palaeoloxodon ekorensis (Maglio, 1970); Afrika
- Palaeoloxodon falconeri (Busk, 1869) (Sizilianischer Zwergelefant); Mittelmeer (Sizilien, Malta)
- Palaeoloxodon huaihoensis Liu, 1977; Ostasien
- Palaeoloxodon jolensis (Pomel, 1895); Afrika
- Palaeoloxodon lomolinoi van der Geer, Lyras, van den Hoek Ostende, de Vos & Drinia, 2014; Mittelmeer (Kykladen)
- Palaeoloxodon mnaidriensis (Adams, 1874); Mittelmeer (Sizilien, Malta)
- Palaeoloxodon namadicus (Falconer & Cautley, 1847); östliches Eurasien
- Palaeoloxodon naumanni (Makiyama, 1924); Ostasien
- Palaeoloxodon recki (Dietrich, 1915); Afrika
- Palaeoloxodon tiliensis (Theodorou, Symeonidis & Stathopoulou, 2007); Mittelmeer (Tilos)
- Palaeoloxodon turkmenicus (Dubrovo, 1960); Zentralasien
- Palaeoloxodon xylophagou Athanassiou, Herridge, Reese, Iliopoulos, Roussiakis, Mitsopoulou, Tsiolokis & Theodorou, 2015; Mittelmeer (Zypern)

Häufig wird Palaeoloxodon namadicus als Nominatform angegeben, die Art wurde bereits 1847 gemeinsam mit Palaeoloxodon antiquus eingeführt. Jedoch stellt Palaeoloxodon naumanni die eigentliche Typusart dar. Grund für die Diskrepanz ist, dass Palaeoloxodon naumanni lange Zeit als Unterart von Palaeoloxodon namadicus geführt und so auch von Matsumoto angegeben wurde. In späteren Analysen erwies es sich jedoch als eigenständige Form.
Unabhängig von den Arten wurden überwiegend für die eurasischen Festlandsformen zwei Morphotypen unterschieden. Bei dem einen handelt es sich um Tiere mit einem eher grazilen parietal-occipitalen Knochenwulst auf dem Schädel, der als „Stuttgart-Morphe“, benannt nach einem Schädel aus den Travertinen bei Bad Cannstatt, bezeichnet wird. Die „Stuttgart-Morphe“  schloss dementsprechend einen Großteil der Funde von Palaeoloxodon antiquus, aber auch von Palaeoloxodon turkmenicus und Palaeoloxodon naumanni ein. Der Zweite Typus wies einen sehr robusten parietal-occipitalen Knochenwulst auf und wird als „namadicus-Morphe“ bezeichnet. Ihr stand die Art Palaeoloxodon namadicus Pate. In weiteren Untersuchungen, veröffentlicht im Jahr 2020, erwiesen sich diese beiden Morphotypen jedoch nicht als besondere Formengruppen. Vielmehr spiegelt die Ausprägung des parietal-occipitalen Knochenwulstes unter anderem ein individuelles Entwicklungsstadium wider, kann aber auch zu einem gewissen Grad auf einen Geschlechtsdimorphismus hinweisen.

## Stammesgeschichte

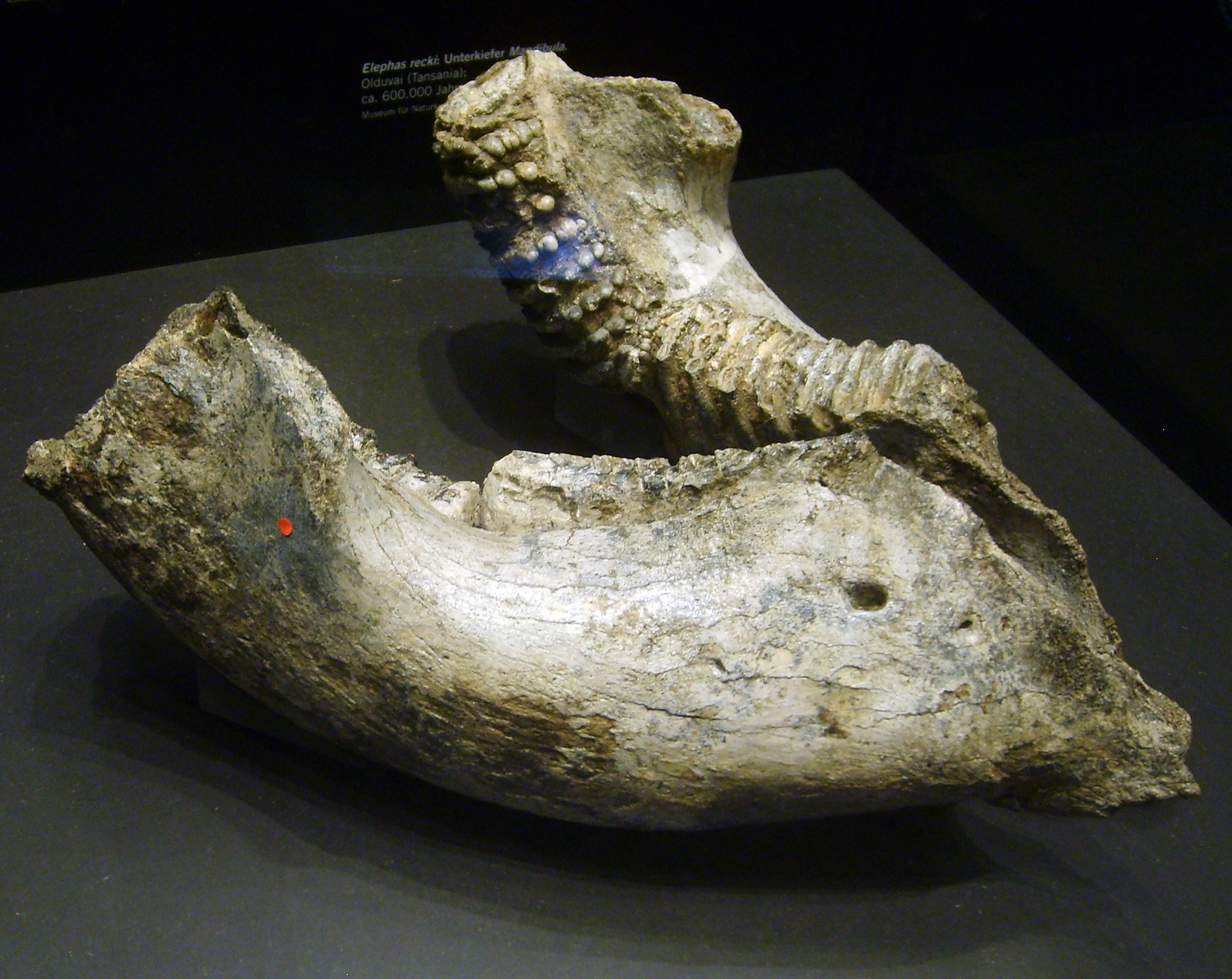
Unterkiefer von Palaeoloxodon recki

Die frühesten Funde der Gattung Palaeoloxodon kamen in Afrika zu Tage. Hier ist in Ostafrika mit Palaeoloxodon ekorensis die älteste Art im Übergang vom Miozän zum Pliozän vor rund 5 Millionen Jahren nachweisbar (eine ältere, mit Palaeoloxodon nawataensis bezeichnete Form wurde 2010 aufgelöst und mit anderen frühen Elefantenformen gleichgesetzt). Benannt wurde die Art nach den Ekora beds in Kenia, von wo das Typusmaterial bestehend aus den hintersten Backenzähnen stammt. Die Zähne der Form waren noch nicht so deutlich hochkronig wie bei späteren Vertretern und wiesen eine niedrige Lamellenfrequenz auf (3 8 bis 4,8). Auch standen die Stoßzähne noch eher parallel zueinander sowie weit auseinander, des Weiteren war der parietal-occipitalen Knochenwulst allgemein nur schwach entwickelt. Den bedeutendsten afrikanischen Vertreter bildet Palaeoloxodon recki. Auch dieser trat bereits im Unteren Pliozän auf und war hauptsächlich im östlichen Afrika präsent. Mit seinen moderat hochkronigen Mahlzähnen und höherer Lamellenfrequenz von 4 bis 5,5 war Palaeoloxodon recki schon etwas moderner als sein Vorgänger. Nachgewiesen wurde das riesige Rüsseltier unter anderem an bedeutenden Stationen wie Olduvai in Tansania und Olorgesailie in Kenia, aber auch in Barogali in Dschibuti, wo ein zerlegtes Skelett in Assoziation mit zahlreichen Steinwerkzeugen aufgedeckt wurde. Umfangreiches Material bestehend aus Zahn- und Skelettresten fand sich des Weiteren in Buia in Eritrea, dessen Alter mit rund 1 Million Jahren angegeben wird. Einzelne Funde liegen zudem aus dem südlichen und dem zentralen Afrika vor. Ursprünglich wurden fünf Unterarten von Palaeoloxodon recki definiert, die sich in neueren Untersuchungen aber nicht eindeutig bestätigen ließen. Im Verlauf des ausgehenden Unteren Pleistozän verschwand Palaeoloxodon recki wieder und wurde durch Palaeoloxodon jolensis ersetzt, von dem bisher nur Zahnfunde vorliegen. Palaeoloxodon jolensis wies von allen afrikanischen Elefantenformen die Zähne mit den höchsten Zahnkronen auf bei einer Lamellenfrequenz von bis zu 6,3. Die Art kam in weiten Teilen Afrikas einschließlich des nördlichen Teils vor, war aber nicht sehr häufig. Ihr letzter Nachweis datiert in den Übergang vom Mittleren zum Oberen Pleistozän vor rund 130.000 Jahren.

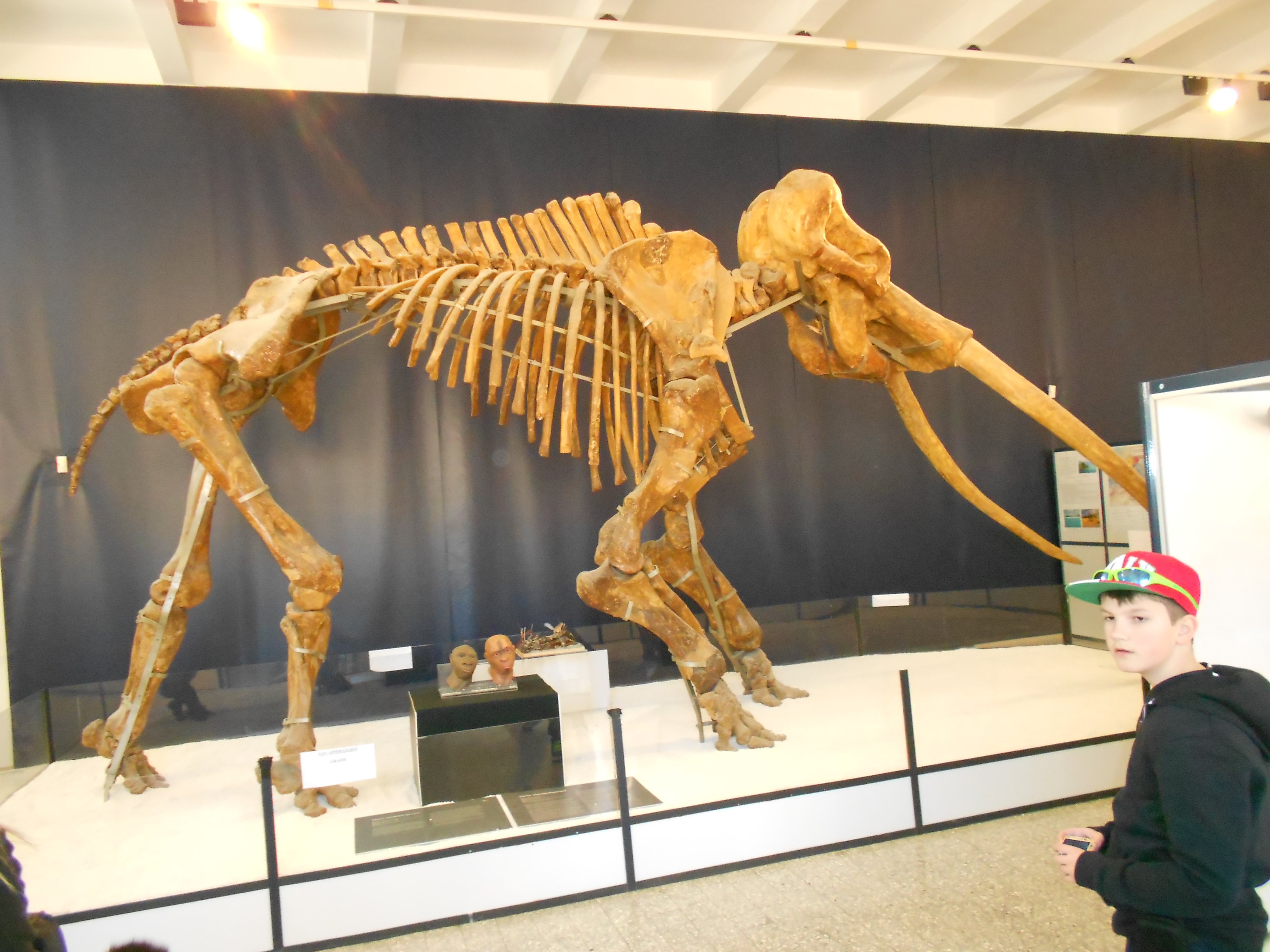
Skelettrekonstruktion von Palaeoloxodon antiquus

In Eurasien trat Palaeoloxodon erstmals im ausgehenden Unteren Pleistozän auf, die Einwanderung verlief möglicherweise über die Levante. Häufig wird angenommen, dass es sich um Abkömmlinge von Palaeoloxodon recki handelt. Die westeurasischen Funde werden allgemein Palaeoloxodon antiquus zugeordnet, die gleichzeitig auch die bekannteste Art darstellt, gemeinhin als Europäischer Waldelefant bezeichnet.  Frühe Funde in Europa stammen aus dem südlichen Kontinentalbereich wie etwa von Isernia la Pineta und Slivia in Italien, möglicherweise auch aus dem südwestlichen. Die nordalpinen Gebiete erreichte der Europäische Waldelefant wohl nicht vor dem jüngeren Cromer-Komplex vor rund 600.000 Jahren, wie etwa die Funde aus den Mosbacher Sanden in Hessen und von Pakefield in England belegen, während er in den wenig älteren Ablagerungen von Voigtstedt und Süßenborn, beide Thüringen, fehlt. Spätestens im jüngeren Mittelpleistozän war die Art dann recht häufig präsent. Zu den wichtigsten Fundstellen jener Zeit gehören die verschiedenen Travertinlagerstätten Mitteleuropas wie Bad Cannstatt in Baden-Württemberg, Bilzingsleben sowie Ehringsdorf und Taubach bei Weimar, alle Thüringen. Aus forschungshistorischer Sicht bedeutend sind die Travertine von Burgtonna, wiederum Thüringen, wo 1695 die ersten Fossilien eines Europäischen Waldelefanten gefunden wurden. Die Deutung dieser Reste einerseits als Überbleibsel eines Elefanten, andererseits als „mineralisches Gewächs“ oder „fossiles Einhorn“  führten damals zu einem jahrelang anhaltenden Gelehrtenstreit. Eine herausragende Bedeutung hat zudem das Geiseltal in Sachsen-Anhalt, wo in Seeuferablagerungen des ausgehenden Mittelpleistozäns mehrere vollständige Skelette aufgedeckt wurden. Weit im Norden liegende Fundstellen finden sich in England und Dänemark, die nördlichste bekannte Verbreitungsgrenze wird in Russland etwa am 55. nördlichen Breitengrad erreicht. Spätestens vor dem Maximum der letzten Kaltzeit vor rund 35.000 Jahren ist Palaeoloxodon antiquus wieder aus den westeurasischen Landschaften verschwunden. Die jüngsten Funde kamen im südwesteuropäischen Raum zu Tage.

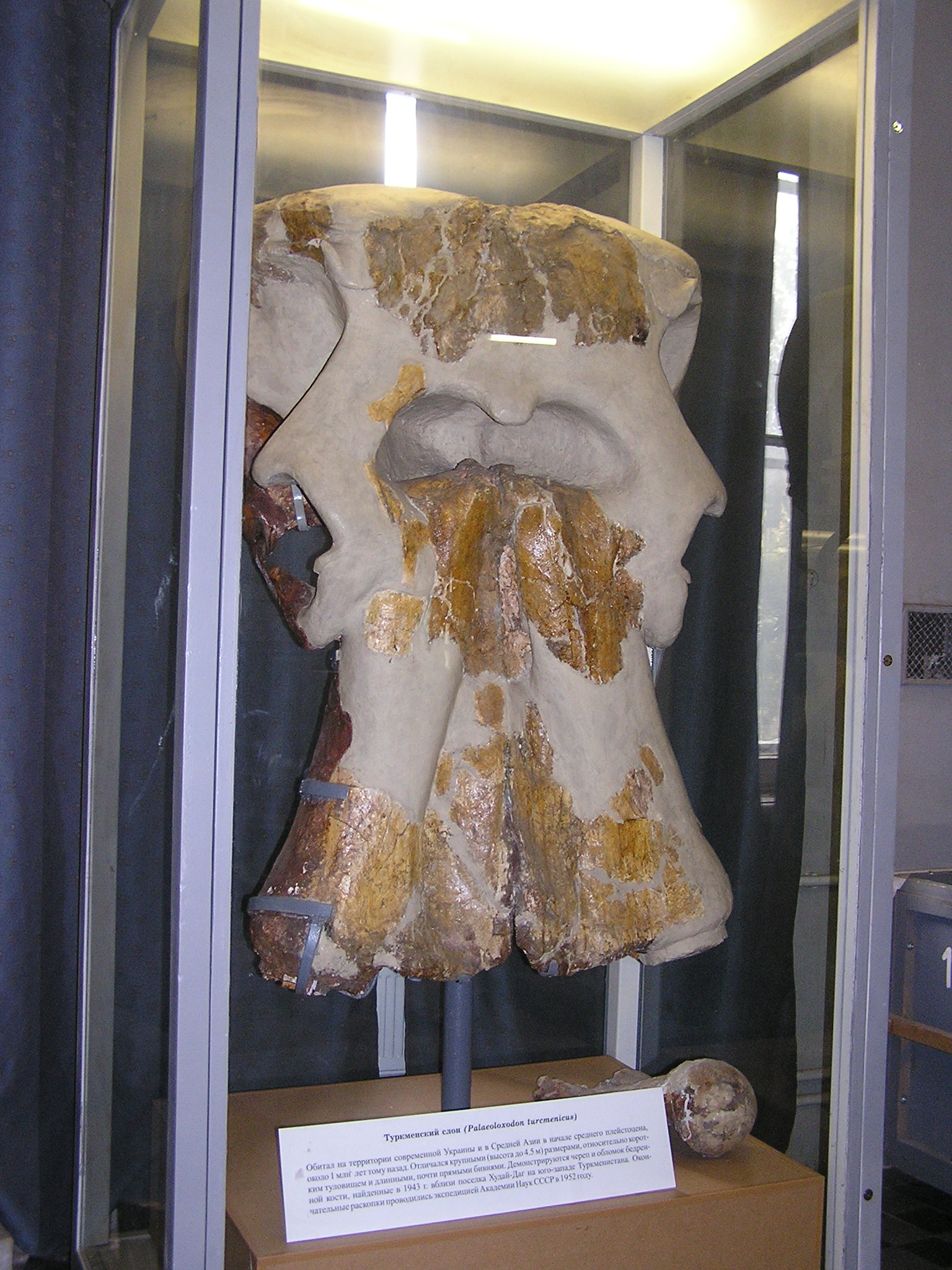
Schädel von Palaeoloxodon turkmenicus

Im östlichen Eurasien ersetzte Palaeoloxodon namadicus dann Palaeoloxodon antiquus, eine relativ moderne Form mit schmalen Mahlzähnen, deren letzter 12 bis 19 Schmelzleisten und eine Lamellenfrequenz von bis zu 7,7 aufwies. Es handelt sich hierbei wohl um den größten Vertreter der Gattung, allerdings war sein Körperbau nicht ganz so kompakt wie bei seinem westeurasischen Verwandten, was die schlankeren Gliedmaßen sehr gut dokumentieren. Sowohl Palaeoloxodon namadicus als auch Palaeoloxodon antiquus erhielten beide im Jahr 1847 ihre wissenschaftliche Erstbeschreibung, beide Formen wurden eine Zeitlang als synonym geführt mit ersterer aufgrund der Erstnennung als gültige Art. Heute wird die Trennung beider auf artlicher Ebene kaum bestritten. Palaeoloxodon namadicus ist ebenfalls im Unteren Mittelpleistozän erstmals belegt, zahlreiche Funde erbrachte das Tal des namensgebenden Flusses Narmada. Ein nahezu vollständiges Skelett wurde unter anderem im Jahr 1905 aus dem Tal des Godavari berichtet, dessen rund 165 cm langer Oberschenkelknochen rekonstruiert einem Tier mit einer Schulterhöhe von gut 450 cm gehörte. Einzelne Funde, die allerdings bereits im 19. Jahrhundert entdeckt wurden und mitunter stark fragmentiert vorliegen, so unter anderem aus Sagauni, lassen auf noch größere Individuen schließen. Palaeoloxodon namadicus war noch wenigstens bis in das Obere Pleistozän in der Region anwesend. Junge Daten um rund 56.000 Jahre vor heute wurden aus den Fundlagen eines Schädels aus dem Dhasan-Flussgebiet im randlichen Einzugsgebiet des Ganges gewonnen. Aus Kuday-Dag in Turkmenistan kam der Typusschädel von Palaeoloxodon turkmenicus zu Tage, der nur einen schwach entwickelten parietal-occipitalen Knochenwulst besitzt. Diese Form gilt allgemein als nur wenig untersucht, wird aber häufig als identisch mit dem Europäischen Waldelefanten erachtet. Sie könnte jedoch auch eine eigenständige Art repräsentieren, was weiterer Untersuchungen bedarf.

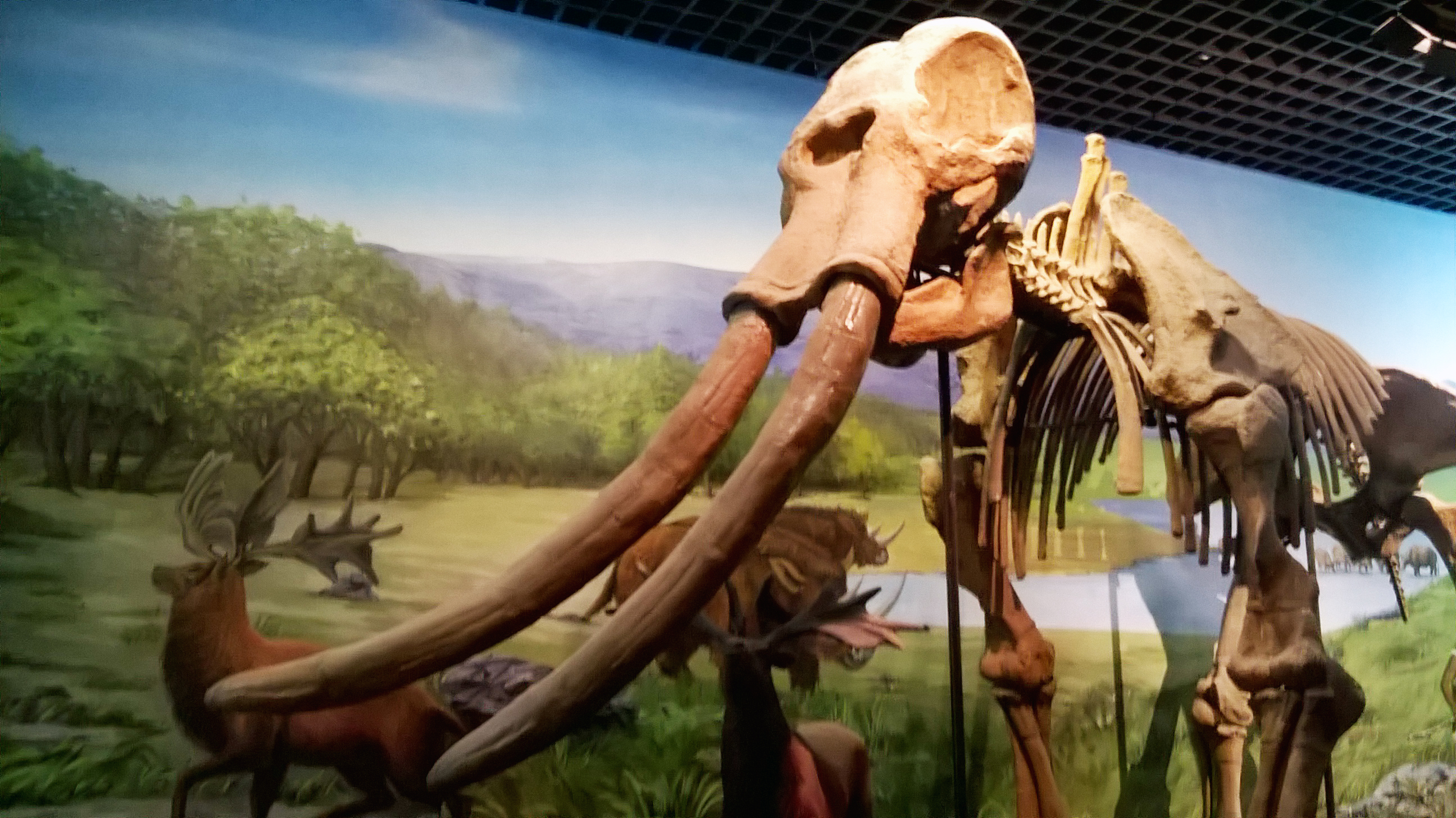
Skelettrekonstruktion von Palaeoloxodon naumanni

Die japanische Inselwelt war im Mittleren und Oberen Pleistozän von Palaeoloxodon naumanni besiedelt, einem vergleichsweise kleinen Vertreter, der Schulterhöhen von bis zu 2,8 m bei männlichen und 1,9 m bei weiblichen Individuen erreichte. Bezüglich der Mahlzähne war er moderner gestaltet. Die letzten Backenzähne wiesen in der Regel 18 bis 19 Lamellen auf und hatten eine Lamellenfrequenz von 5,2 bis 6,2. Seine Benennung datiert in das Jahr 1924 zurück und basiert auf Zahnfunden aus der Nähe von Shizuoka. Funde von Palaeoloxodon naumanni streuen über weite Bereiche Japans bis auf die Nordinsel Hokkaido. Von herausragender Bedeutung ist aber der Nojiri-See in der zentraljapanischen Präfektur Nagano. Hier wurden auf mehreren Tausend Quadratmeter Untersuchungsfläche zahlreiche Reste von Palaeoloxodon naumanni in Vergesellschaftung mit menschlichen Steinartefakten gefunden. Die Funde gehören dem mittleren Abschnitt der letzten Kaltzeit an. Der genutzte Lebensraum der Art bestand aus Nadelwäldern. Die jüngsten Funde von Palaeoloxodon naumanni sind rund 23.000 Jahre alt, so dass die Art offensichtlich vor dem letzten Kältemaximum ausstarb. Einige Autoren sehen auch alle ostasiatischen Palaeoloxodon-Festlandsformen als zu Palaeoloxodon naumanni gehörig an. Sie wurden anfänglich in den 1970er Jahren mit der Beschreibung eines Teilskeletts aus Huaiyuan in der ostchinesischen Provinz Anhui zur Unterart P. n. huaihoensis verwiesen, diese erhielt aber gut 20 Jahre später Artstatus. Einige Autoren verwenden diese Bezeichnung auch für Fossilfunde von Taiwan. Umgekehrt verhält es sich mit Palaeoloxodon tokunagai, das 1929 anhand von Zähnen aus der zentraljapanischen Provinz Etchū benannt worden war, darauffolgend aber mit Palaeoloxodon naumanni vereint wurde. Generell bedürfen die ostasiatischen Funde von Palaeoloxodon einer umfassenden Revision.

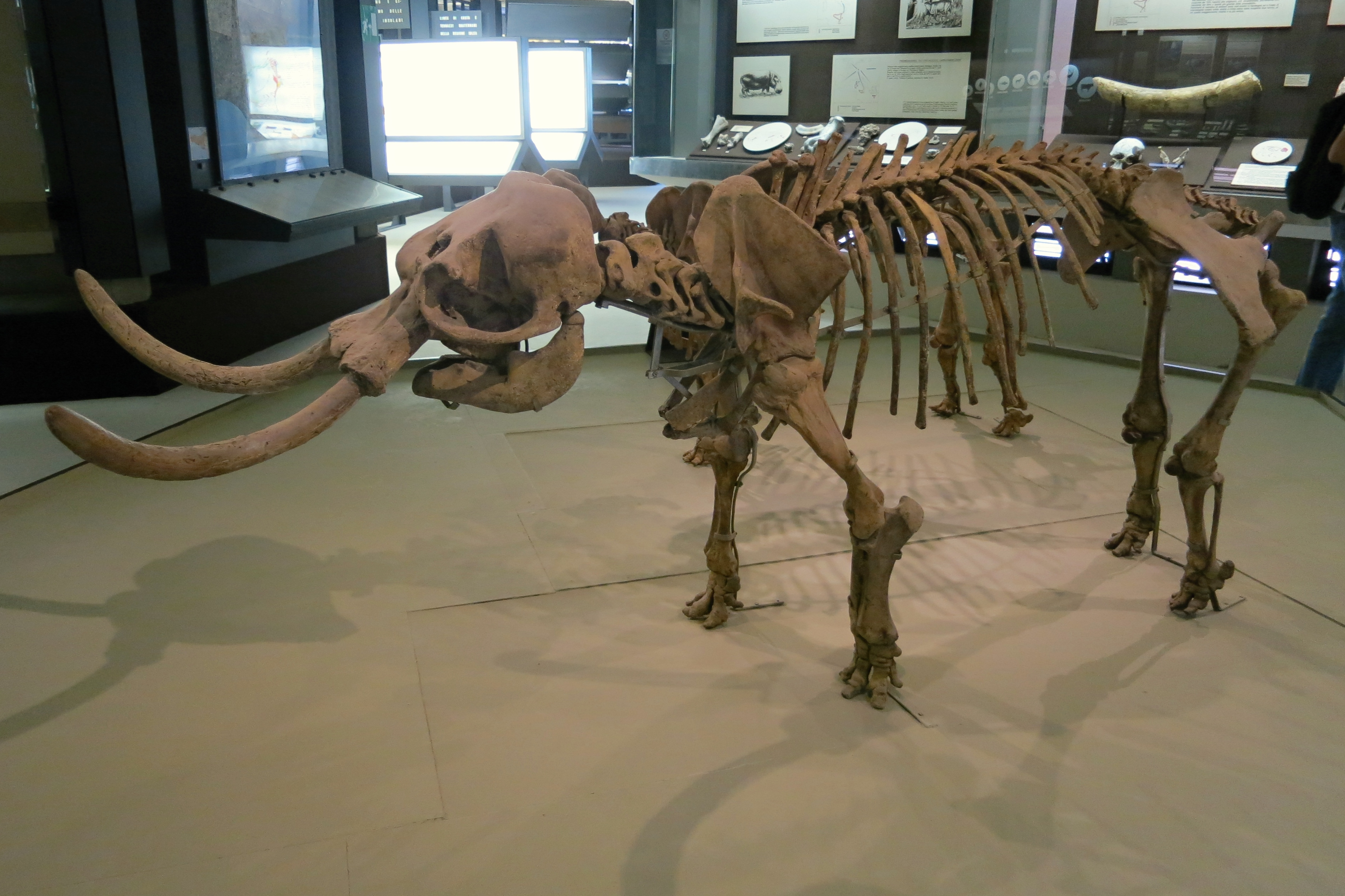
Skelettrekonstruktion von Palaeoloxodon falconeri

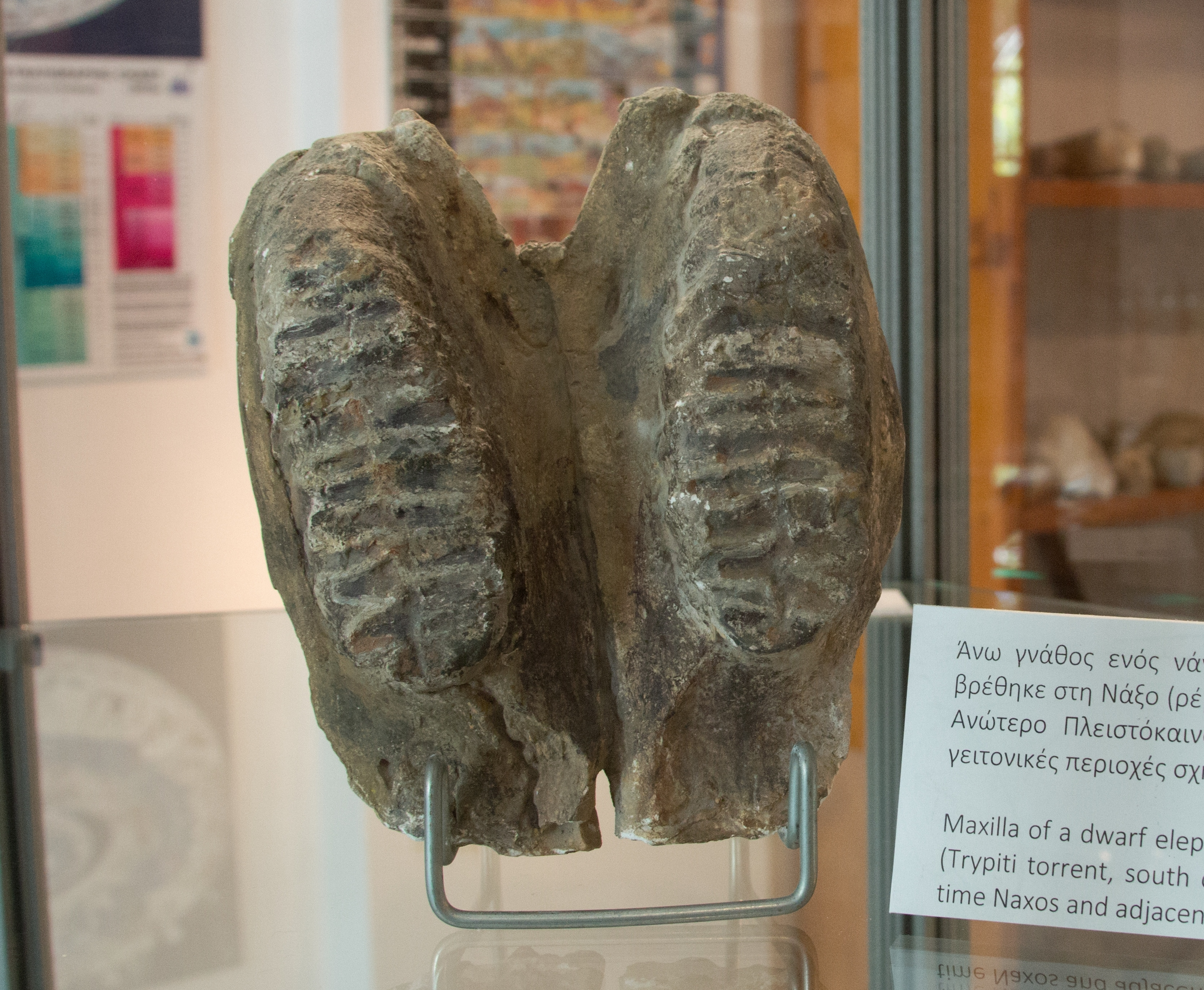
Molaren von Palaeoloxodon lomolinoi

Auf verschiedenen Inseln des Mittelmeers haben sich im Verlauf des Pleistozäns mehrere verzwergte Arten ausgebildet, als deren Ausgangsform jeweils der Europäische Waldelefant angesehen wird. Diese Inselverzwergung ist bei den einzelnen Arten unterschiedlich weit fortgeschritten. Die bekannteste Form dürfte Palaeoloxodon falconeri oder der Sizilianische Zwergelefant sein, der auf Sizilien und Malta nachgewiesen ist. Beide Inseln erreichten die Vorfahren von Palaeoloxodon falconeri im Verlauf des Mittleren Pleistozäns. Sie bildeten dann einen extremen Verzwergungseffekt aus, der zu der bisher kleinsten bekannten Elefantenart führte. Für männliche Tiere wird eine Schulterhöhe von 1 m und ein Gewicht von rund 300 kg rekonstruiert, entsprechende Werte bei weiblichen Tieren betragen 0,8 m und 165 kg. Die Verzwergung beeinflusste auch den allgemeinen Körperbau. So ist der Schädel von Palaeoloxodon falconeri weitaus rundlicher geformt und die Gliedmaßen erinnern eher an solche von nicht ausgewachsenen Elefanten mit einem weniger strikt säulenartigen Bau. Im Vergleich zu den Festlandsformen wies Palaeoloxodon falconeri auch ein deutlich größeres Gehirn verhältnismäßig zum Körpergewicht auf. Zu den bedeutendsten Fundstellen mit mehr als 3000 Knochenelementen gehört die Höhle Spinagallo im Südosten Siziliens, nicht unerwähnt sollte auch Għar Dalam auf Malta bleiben. Wissenschaftlich benannt wurde Palaeoloxodon falconeri im Jahr 1869 durch George Busk anhand von Funden aus Malta. Im ausgehenden Mittleren Pleistozän erfasste eine weitere Besiedlungswelle Sizilien und Malta, in deren Zuig Palaeoloxodon mnaidriensis entstand. Diese Art war nicht ganz so stark verzwergt wie Palaeoloxodon falconeri. Die Tiere maßen an der Schulter etwa 1,8 bis 2 m und wogen zwischen 1,1 und 2,5 t. Möglicherweise bestand noch eine dritte Art, Palaeoloxodon melitensis, die in ihrer Größe intermediär zwischen den beiden andern liegt. Sie war ebenfalls bereits von Busk 1869 benannt worden, gilt aber teilweise als identisch zu Palaeoloxodon falconeri. Die weiteren Zwergformen sind überwiegend im östlichen Mittelmeer beheimatet. Sie betreffen vor allem die ägäischen Inseln des Dodekanes und der Kykladen. Von Bedeutung ist unter anderem Palaeoloxodon tiliensis von Tilos, eine rund 1,4 m hohe und 650 kg schwere Form, die im Jahr 2007 wissenschaftlich eingeführt worden war. Junge Funde der Form sind teilweise nur 3300 Jahre alt und gehören somit zu den letzten Nachweisen der Gattung Palaeoloxodon. Dagegen wurden die Funde von Naxos im Jahr 2014 als Palaeoloxodon lomolinoi beschrieben. Die Tiere  wiesen nur rund 10 % der Größe eines Europäischen Waldelefanten auf. Reste von Elefanten andere Ägäischer Inseln sind bisher unbeschrieben. Wie auf Sizilien und Malta kamen auf Zypern wenigstens zwei verschieden große Formen von Palaeoloxodon vor. Die eine bildet Palaeoloxodon cypriotes, welche nur rund 250 kg wog und damit extrem klein war, die größere erhielt im Jahr 2015 die wissenschaftliche Bezeichnung Palaeoloxodon xylophagou. Während Palaeoloxodon cypriotes im Oberen Pleistozän auftrat, zahlreiche Funde wurden unter anderem aus der Höhlenruine von Aetokremnos berichtet, und möglicherweise erst im Unteren Holozän verschwand, sind die Reste von Palaeoloxodon xylophagou mittelpleistozänen Alters. Auf Kreta wiederum war im Oberen Pleistozän Palaeoloxodon creutzburgi beheimatet, eine vergleichsweise große Form mit schätzungsweise 3 t Körpergewicht, deren Hauptfundpunkt die Höhle Kaló Chorafi im Norden der Insel darstellt. Eventuell erreichte die Art noch die östlich benachbarte Insel Kassos. Eine mit Palaeoloxodon chaniensis zweite Form von Kreta, leicht größer als Palaeoloxodon creutzburgi und im Jahr 2000 eingeführt, ist in ihrem taxonomischen Status umstritten. Die Insel Kefalonia im Golf von Patras und zu den ionischen Inseln gehörig beherbergte im Übergang vom Mittel- zum Jungpleistozänwurde eine Form, die im Jahr 2018 als Palaeoloxodon cephallonicus vorgestellt wurde. Von ihr ist momentan nur ein einzelner, in einer Gesteinsmatrix eingeschlossener Oberkiefer überliefert, der auf ein Tier von den Ausmaßen von Palaeoloxodon creutzburgi oder Palaeoloxodon  mnaidriensis schließen lässt. Unabhängig von der mediterranen Inselwelt wurde im Jahr 1956 ein einzelner Zahn von der zu den Philippinen gehörenden Insel Cabarruyan vor Luzon zu der verzwergten Art Elephas beyeri verwiesen. Es bestehen aber aufgrund der Lamellenfrequenz größere Ähnlichkeiten zu Palaeoloxodon namadicus, worauf auch schon der Erstbeschreiber Gustav Heinrich Ralph von Koenigswald hinwies, so das prinzipiell eine Einreihung in die Verwandtschaftsgruppe von Palaeoloxodon möglich erscheint. Allerdings sind keine weiteren Funde bekannt und der geologische Kontext des Zahns ist unklar.
Unabhängig von der häufig geteilten Meinung eines Aussterbens der kontinentalen Populationen von Palaeoloxodon zum Ende des Pleistozäns veröffentlichten chinesische Wissenschaftler im Jahr 2012 eine Studie, in der sie zwei Zähne aus Dingjiabu in der chinesischen Provinz Hebei der Gattung zuschlugen und eine Altersstellung im Mittleren Holozän postulierten. Als weitere Indizien für ein Überleben von Palaeoloxodon bis in diese Zeit führten sie mehrere Bronzekessel mit Elefantendarstellungen an, welche dem Zeitraum der Xia- bis Zhou-Dynastie vor 4100 bis 2300 Jahren vor heute angehören. Die Darstellungen der Elefanten ließen die Autoren der Studie annehmen, die Rüssel hätten zwei fingerartige Fortsätze, während der Asiatische Elefant nur einen besitzt. Es handelt sich allerdings um hochstilisierte Wiedergaben, die keine taxonomische Aussage zulassen. Neuuntersuchungen der Elefantenzähne verweisen mit der hohen Anzahl an Schmelzlamellen (23) und der hohen Lamellenfrequenz (7) auf Reste des Asiatischen Elefanten. Zusätzlich vorgenommene radiometrische Altersdatierungen ergaben für die Zähne außerdem eine Stellung in der mittleren Phase des letzten Glazials vor rund 50.300 Jahren und fallen somit weitaus älter aus als ursprünglich angenommen.

## Forschungsgeschichte
Die nähere Verwandtschaft von Palaeoloxodon war lange Zeit in Diskussion. Wissenschaftlich eingeführt wurde die Gattung im Jahr 1924 von Hikoshichirō Matsumoto. In seiner auf Japanisch gehaltenen Erstbeschreibung fasste Matsumoto Palaeoloxodon als Untergattung der Afrikanischen Elefanten (Loxodonta) auf, worauf auch der wissenschaftliche Name hinweist. Er vereinte Palaeoloxodon namadicus und Palaeoloxodon antiquus innerhalb der neuen Untergattung. Der Auffassung Matsumotos schloss sich Henry Fairfield Osborn in den 1930er Jahren an. Allerdings hob er Palaeoloxodon auf Gattungsebene und trennte von ihr Hesperoloxodon ab, dem er die westeurasischen Funde zusprach. Damit unterschied er eine östliche Gruppe um Palaeoloxodon namadicus und eine westliche um Palaeoloxodon antiquus, deren Unterscheidungskriterium sich im Wesentlichen in der unterschiedlichen Schädelgestaltung ausdrückte. George Gaylord Simpson hob dies 1945 in seiner generellen Taxonomie der Säugetiere wieder auf und gliederte Palaeoloxodon wiederum als Untergattung von Loxodonta ein.
Ende der 1960er Jahre stellte dann Emiliano Aguirre erstmals die afrikanischen Vertreter von Palaeoloxodon als Vorläuferformen der eurasischen heraus. Er befürwortete zudem eine engere Verwandtschaft zwischen Palaeoloxodon und Loxodonta. Anders hingegen Vincent J. Maglio, der in einem nahezu gleichzeitig veröffentlichten Aufsatz Palaeoloxodon wesentlich enger zu Elephas sah. In seinem umfangreichen Überblickswerk zur Entwicklung der Elephantidae aus dem Jahr 1973 vereinte Maglio dann Palaeoloxodon mit Elephas, also der Gattung des Asiatischen Elefanten, und führte ersteren hierin als Untergattung. Als gemeinsames Merkmal galt die Ausprägung des parietal-occipitalen Knochenwulstes, der in mehr oder weniger deutlicher Form bei Elepahs und Palaeoloxodon auftritt, bei Loxodonta hingegen fehlt. Maglios Entscheidung blieb über die nächsten vier Dekaden bestehen und wurde von zahlreichen Wissenschaftlern geteilt.
Das Bild änderte sich erst wieder unter Hinzuziehung molekulargenetischer Untersuchungen, die im Jahr 2017 vorgestellt wurden und neben den rezenten Elefantenarten auch Fossilien des Europäischen Waldelefanten einbezogen. Diese ergaben eine nähere Verwandtschaft mit Loxodonta, wobei sich eine engere Bindung zum Waldelefanten (Loxodonta cyclotis) als zum Afrikanischen Elefant (Loxodonta africana) abzeichnete. Palaeoloxodon wird daher wieder weitgehend als eigenständige Gattung geführt. Vertiefende Analysen deckten darüber hinaus ein weitaus komplexeres Verwandtschaftsverhältnis zwischen den verschiedenen Elefantenarten auf. Demnach bestehen genetische Übereinstimmungen innerhalb der verschiedensten Elefantengruppen, diese setzen sich aus drei Komponenten zusammen: Die erste betrifft Allele, die sich der Afrikanische Elefant und der (afrikanische) Waldelefant teilen und die möglicherweise bis in die Stammgruppe der beiden Arten zurückreichen. Als zweite Komponente weisen der Europäische Waldelefant und der westafrikanische Waldelefant eine signifikante Anzahl gemeinsamer Genkomponenten auf. Letztendlich ließen sich aber auch genetische Übereinstimmungen mit dem Wollhaarmammut (Mammuthus primigenius) aufzeigen. Als Ursache für diese Genmischung können verschiedene Hybridisierungsereignisse in der Frühphase der stammesgeschichtlichen Entwicklung der einzelnen Elefantenformen angenommen werden. Sowohl Palaeoloxodon als auch Loxodonta und Mammuthus entstanden jeweils in Afrika, wo alle drei Gattungen im Pliozän vor rund 5 Millionen Jahren nachweisbar sind. Die Hybridisierung erfolgte dann in einer Zeitphase, bevor die genetische Isolation der einzelnen Arten zu wirken begann. Der jeweilige Ursprung der Gattungen in Afrika macht eine Vermischung auf dem Kontinent wahrscheinlich, zumindest für Loxodonta sind keine Fossilfunde außerhalb bekannt. Der Zeitraum ist unklar, ursprünglich wurde für Palaeoloxodon und Loxodonta von einem Ereignis vor rund 609.000 Jahren ausgegangen, was dem älteren Mittelpleistozän entspricht. Untersuchungen aus dem Jahr 2023 verweisen auf mehrere Hybridisierungsprozesse, von denen der erste bereits im Übergang vom Pliozän zum Pleistozän vor gut 2,3 bis 2,5 Millionen Jahren stattfand. Sollte dies zutreffen, wäre Palaeoloxodon zumindest auf genetischer Basis als polyphyletisch einzustufen.